# Upplands runinskrifter 469
Upplands runinskrifter 469 är ett försvunnet vikingatida runstensfragment som funnits i Tibble, Vassunda socken och Knivsta kommun. Fragmentets höjd är cirka 15 centimeter och dess bredd 15 till 25 centimeter. Det hittades 1923 tillsammans med U 467. Fragmentet lades upp vid U 468 där det ännu fanns på 1930-talet. Fragmentet kan inte ha hört till U 468, då det är av en helt annan stenart.

## Inskriften
Translitterering av runraden:
[...tfa-...]
Normalisering till runsvenska:
...
Översättning till nusvenska:
...